# Uno (personaggio)
(Uno)
Uno è uno dei personaggi principali della serie a fumetti Disney Italia di PK (PK - Paperinik New Adventures, PK², PK - Pikappa e PK - Nuova era).

## Biografia
Si tratta di un'intelligenza artificiale creata da Everett Ducklair. È in grado di controllare in ogni sua parte la Ducklair Tower, che ne costituisce il corpo centrale (tanto da presentarsi a Paperinik dicendo di essere a tutti gli effetti il palazzo), di svolgere calcoli di estrema difficoltà e di introdursi grazie alle sue superiori capacità nelle reti informatiche convenzionali più protette. Controlla anche la grande parte dei marchingegni costruiti da Ducklair.
È il più valido aiuto di Paperinik, di cui conosce l'identità segreta. L'aspetto con cui si presenta agli umani è molto simile al viso di Everett Ducklair, solitamente presentato in forma di ologramma all'interno di una sfera verde. Il suo acerrimo nemico è Due, la crudele intelligenza artificiale di back-up, creata da Everett per subentrargli in caso di grave malfunzionamento e totalmente suo pari. Due si rivelerà essere uno dei nemici più pericolosi di Pikappa e di Uno, e soprattutto uno dei più coriacei.
Quando Uno si stufa dell'arredamento della Ducklair Tower, lo modifica senza preavviso (creando non pochi disagi a chi si trova nel mezzo della ristrutturazione, che in un batter d'occhio possono ritrovarsi dal salone a un angusto sgabuzzino). Nonostante possa sondare tutto il Sistema Solare, Uno si sente prigioniero della torre, non potendo muoversi (come fanno invece gli altri esseri pensanti).
Uno non è alimentato dalla normale rete elettrica della Ducklair Tower e per questo non si "spegne" nemmeno in caso di blackout dell'intera Paperopoli.
Nel XXIII secolo, con l'aiuto di Ducklair, assorbe una parte della personalità di Due e prende possesso di un corpo sintetico antropomorfo, evolvendo in Odin Eidolon. Slegato dall'immobilità che lo teneva bloccato alla Ducklair Tower, inizia a fingersi un essere umano, iniziando a lavorare per il difficile processo di integrazione sociale dei droidi nella civiltà umana.
Nella seconda serie, Uno fa una brevissima apparizione solo nel primo episodio, in seguito non compare più in quanto è stato spento da Ducklair; la figlia di questi, Korinna Ducklair (presentata col nome di Profunda), in PK² 2, genera un'allucinazione in PK mostrandogli Uno riprogrammato dal suo creatore in modo da contrastarlo, e si scopre che questo è il peggior incubo del supereroe mascherato.
Nella terza serie, Uno torna ad essere un personaggio fisso, il cui compito è quello di aiutare Paperinik nel suo ruolo di Guardiano. In questi albi la caratterizzazione lo rende un po' più pedante che nella prima serie, impegnato costantemente nello spiegare e far rispettare a PK le regole dei Guardiani della Galassia, spesso infrante dal supereroe. Nella ministoria inclusa nel primo numero, Ducklair spiega che "Uno" significa "Unità Neuroimitativa Olografica".
Appare in un cameo nella storia Eta Beta l'uomo del 3000, in occasione del numero 3000 di Topolino insieme a molti altri personaggi Disney.
Nell'epilogo della storia Potere e potenza a Everett Ducklair, che era ritornato sul pianeta Corona, giungono informazioni frammentarie dello scontro che Pikappa ha avuto contro Grrodon e i suoi guerrieri. Per conoscere meglio quanto avvenuto sulla Terra lo scienziato decide di riattivare Uno. Tale messaggio gli è arrivato quando Pikappa ha premuto il pulsante della Camera Omega. Venendo a conoscenza del fatto che Moldrock è libero, ritornano sulla Terra e aiutano Pikappa, l'ex nemico Trauma, i Monaci e i Predoni Grozsnaz a fermare l'Orda.
Uno ha anche compiuto un cameo in PK - L'ultima Terra.

## Numeri in cui appare

### Paperinik New Adventures
- PKNA Numero Zero - Evroniani
- PKNA #0/2 - Il vento del tempo
- PKNA #0/3 - Xadhoom!
- PKNA #1 - Ombre su Venere
- PKNA #2 - Due
- PKNA #3 - Il giorno del Sole Freddo
- PKNA #4 - Terremoto
- PKNA #5 - Ritratto dell'eroe da giovane
- PKNA #6 - Spore
- PKNA #7 - Invasione!
- PKNA #8 - Silicio
- PKNA Speciale 97 - Missing
- PKNA #9 - Le sorgenti della luna
- PKNA #10 - Trauma
- PKNA #11 - Urk
- PKNA #12 - Seconda stesura
- PKNA #13 - La notte più buia
- PKNA #14 - Carpe diem
- PKNA #15 - Motore/azione
- PKNA #16 - Manutenzione straordinaria
- PKNA #17 - Stella cadente
- PKNA #18 - Antico futuro
- PKNA #19 - Zero assoluto
- PKNA #20 - Mekkano
- PKNA Speciale 98 - Zero barra uno
- PKNA #21 - Tyrannic
- PKNA #23 - Vuoto di memoria
- PKNA #24 - Crepuscolo
- PKNA #25 - Fuoco incrociato
- PKNA #27 - I mastini dell'universo
- PKNA #28 - Metamorfosi
- PKNA #29 - Virus
- PKNA #30 - Fase due
- PKNA #31 - Beato Angelico
- PKNA #32 - Underground
- PKNA Speciale 99 - La fine del mondo
- PKNA #35 - Clandestino a bordo
- PKNA #36 - Lontano lontano
- PKNA #38 - Nella nebbia
- PKNA #39 - Cronaufragio
- PKNA #40 - Un solo respiro
- PKNA #41 - Agdy days
- PKNA #42 - La sindrome di Ulisse
- PKNA #44 - Sul lato oscuro
- PKNA Speciale 00 - Super
- PKNA #45 - Operazione Efesto
- PKNA #46 - Nell'ombra
- PKNA #47 - Prima dell'alba
- PKNA #48 - Le parti e il tutto
- PKNA #49/50 - Se...

### PK²
- PK² 1 - Ducklair
- PK² 2 - Solo un po' di paura

### Pikappa
- PK 001 - Un supereroe per caso
- PK 002 - Toyland
- PK 003 - Un mondo perfetto
- PK 004 - Giorni di un passato presente
- PK 005 - Robophobia
- PK 006 - Una galassia lontana
- PK 007 - O.G.R.E.
- PK 008 - Kronin
- PK 009 - Grandi speranze
- PK 010 - Senza ritorno
- PK 011 - L'eracolatore
- PK 012 - Un lungo addio
- PK 013 - Creature dagli abissi
- PK 014 - Turisti dallo spazio
- PK 015 - Lo sciame
- PK 016 - Protospecie
- PK 017 - I senzanome
- PK 018 - Lo spirito della città
- PK 019 - Il campione
- PK 020 - I cacciatori
- PK 021 - Serie zeta
- PK 022 - Trasporto valori
- PK 023 - Senza via di scampo
- PK 024 - Nemico invisibile
- PK 025 - Attacco frontale
- PK 026 - Il re guerriero
- PK 027 - Uno + Uno
- PK 028 - A 9 secondi dalla fine
- PK 029 - L'orologio del mondo
- PK 030 - Vigilia bianca
- PK 031 - Sottozero
- PK 032 - The end?

### PK - Nuova era(Topolino)
- PKNE #1 - Potere e potenza
  - Episodio 4 del numero 3061.
- PKNE #4 - Timecrime
  - Episodio 1 del numero 3153.
- PKNE #6 - Il marchio di Moldrock
  - Episodio 4 del numero 3208.
- PKNE #7 - L'orizzonte degli eventi
  - Episodio 1 del numero 3250.
  - Episodio 2 del numero 3251.
  - Episodio 3 del numero 3252.
  - Episodio 4 del numero 3253.
  - Episodio 5 del numero 3254.
- PKNE #8 - Droidi
  - Episodio 3 del numero 3289.
- PKNE #9 - Una leggendaria notte qualunque del numero 3407.
- PKNE #10 - Zona franca
  - Episodio 1 del numero 3437.
  - Episodio 2 del numero 3438.

#### PK - Nuova era(Topolino Fuoriserie)
- PK #1 - Un nuovo eroe
- PK #2 - Danger Dome
- PK #3 - Ur-Evron
- PK #4 - I giorni di Evron
- PK #6 - I giorni di Pikappa
- PK #7 - La danza del Ragno d'Oro
- PK #8 - Makemake
- PK #9 - Il principio di Voyda
- PK #10 - Esprimi un desiderio
- PK #11 - Il maestro del Silenzio
- PK #12 - Troppo vicini
- PK #13 - Il nemico del ragno
- PK #14 - I conti con la realtà